# OBSAI
OBSAI (англ. Open Base Station Architecture Initiative) — один з провідних форумів в мобільній індустрії, утворений з метою розробки набору відкритих специфікацій для архітектури базових станцій.
Торгова асоціація створена Hyundai, LG Electronics, Nokia, Samsung і ZTE у вересні 2002 року з метою формування відкритого ринку для стільникової мережі базових станцій. Розрахунок був на те, що відкритий ринок дозволить скоротити зусилля на розробку і витрати, які традиційно асоціюються із створенням продукції для базової станції.
OBSAI анонсував включення Long Term Evolution (LTE) в інтерфейс RP3, забезпечивши, таким чином, високошвидкісний цифровий зв'язок, необхідний між базовою станцією і радіочастотними секціями в рамках однієї базової станції.
OBSAI оголосив про включення до своїх протоколів вимог до стандарту LTE по всіх специфікаціях інтерфейсів OBSAI, сумісних з EDGE, WCDMA, CDMA2000 і WiMAX. Оновлений набір інтерфейсних і модульних специфікацій OBSAI покриває весь спектр стандартів 3GPP.